# 井手憲文
井手 憲文（いで  のりふみ）は、日本の運輸・国土交通官僚。観光庁長官、株式会社日通総合研究所代表取締役会長を経て、成田空港高速鉄道株式会社代表取締役社長。2024年、瑞宝重光章受章。

## 経歴
愛媛県出身。東京大学法学部卒。1976年運輸省入省。
1990 年外務省在ジュネーブ国際機関日本政府代表部一等書記官
1996 年運輸省航空局監理部国際航空課長
2001 年国土交通省自動車交通局保障課長
2002 年国土交通省鉄道局総務課長
2003 年国土交通省総合政策局政策課長
2004年国土交通省大臣官房審議官（総合政策局、航空局併任）
2006 年国土交通省気象庁次長
2006 年国土交通省大臣官房付兼内閣官房内閣審議官（内閣総務官室）。
2007 年国土交通省総合政策局情報管理部長
2008年7月国土交通省政策統括官。
2010年国土交通省海事局長。
2011年2月後頭部を打ち、9日間の入院生活から復帰
2012年1月国土交通省大臣官房付。
2012年4月1日付国土交通省観光庁長官。
2013年11月1日日本通運株式会社常務理事
株式会社  日通総合研究所会長
成田空港高速鉄道株式会社代表取締役社長
日本観光・IR事業研究機構理事、株式会社日通総合研究所  顧問
東京海洋大学経営協議会委員